# Realitat augmentada
La realitat augmentada (RA) és una tecnologia que permet tenir una imatge d'un entorn físic en el món real combinada amb elements virtuals afegits per a la creació d'una realitat mixta a temps real.
Consisteix en un conjunt de dispositius que afegeixen informació virtual a la informació real existent. Aquesta és la principal diferència amb la realitat virtual, ja que no substitueix la realitat física, sinó que afegeix un entorn fictici (per exemple, dades informàtiques) al món real. Amb l'ajuda de la tecnologia (per exemple, afegint la visió per ordinador i el reconeixement d'objectes) la informació del món real que envolta l'usuari esdevenir interactiva i manipulable. La informació digital sobre l'entorn i els objectes poden ser superposats al món real. A tall d'exemple, podem entrar dins d'un llibre i formar part de la història que ens explica; també podem visualitzar imatges que prenen vida o entorns canviants.

## Definició
El 1994 Paul Milgram i Fumio Kishino defineixen la realitat augmentada com una zona intermèdia en un espai fictici i continu que uneix el món real i el món virtual.
Més tard, el 1997 Ronald Azuma va definir el sistema de realitat augmentada com aquell que:
- Combina elements reals i virtuals.
- És interactiu en temps real.
- És capaç de registrar en 3D.

Així doncs, podem entendre la realitat augmentada com una fusió en temps real del món virtual i el món real. Recentment, el terme realitat augmentada s'ha difós àmpliament a causa del creixent interès del públic en general.

## Història

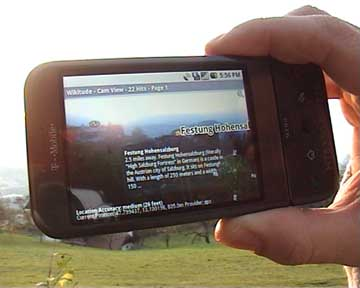
Exemple d'aplicació de la realitat augmentada en un telèfon intel·ligent.

La història de la realitat augmentada, inicialment, va de bracet de la història de la Realitat Virtual, no podent diferenciar ambdues línies temporals fins als inicis de la dècada dels noranta.
Tot i això, podem dir que la realitat augmentada neix el 1901 amb l'escriptor L. Frank Baum, autor del llibre El màgic d'Oz, que en una de les seves novel·les de ciència-ficció, The Master Key, va imaginar unes ulleres electròniques anomenades Caracter Marker, capaces de mostrar informació sobre les persones que es tenien davant. Tot i no tractar-se d'un prototip existent de realitat augmentada, aquesta idea es considera precursora d'aquesta tecnologia ja que les ulleres imaginades per l'escriptor anticipaven la capacitat de la RA per superposar informació addicional sobre el món real.
bans dels cinquanta, podem parlar d'exemples artístics de realitat virtual. Així, el dramaturg francès Antonin Artaud considerava que el món de la il·lusió i el món real havien de ser el mateix, tot argumentant que el públic d'una obra de teatre havia de suspendre la seva incredulitat i havia de percebre l'obra com una realitat.
Tanmateix, no és fins a la dècada dels seixanta quan realment comencen a aparèixer els primers models que barregen l'ús de la tecnologia amb els sentits humans. Així, el 1957 (malgrat que la patent és de 1960), Morton Heilig inventa una màscara molt semblant als visors VR que coneixem en l'actualitat, però sense gaire èxit. El 1962, el senyor Morton patenta la màquina Sensorama, una màquina mecànica amb una pantalla de color estereoscòpica, ventiladors, emissors d'olors, sistema de so estèreo i una cadira giratòria que permetia a l'usuari simular un viatge en motocicleta pels carrers de Nova York, vivint les mateixes sensacions que un viatge real: les vistes de la ciutat, el vent a la cara, l'olor a benzina i l'olor de pizza dels bars, etc., eren recreats per la màquina.
El 1968, el nord-americà Ivan Sutherland, conegut per ser el pare dels gràfics per ordinador, va crear el primer casc de realitat augmentada (Head-Mounted Display), anomenat L'espasa de Dàmocles. Aquest dispositiu fou dissenyat per ensenyar els pilots novells d'helicòpter a aterrar en la foscor, però pesava tant que necessitava aguantar-se del sostre per poder ser utilitzat. D'aquest fet rau l'origen del seu nom: l'espasa de Dàmocles penjava d'un únic pèl de crinera de cavall i simbolitzava el perill que s'instal·la a aquells que ostenten un gran poder.
L'any 1975, el nord-americà Myron Krueger va dissenyar un laboratori de realitat augmentada (que ell anomenava realitat artificial) anomenat Videoplace a la Universitat de Connecticut, que responia als moviments i les accions de l'usuari, tot monitoritzant, mitjançant siluetes de colors, les accions dels usuaris en una pantalla.
Durant els anys vuitanta continua la recerca sobre noves formes d'interacció entre humans i ordinadors. Empreses privades, com Atari o VPL Research, universitats, com la Universitat d'Illinois, o fins i tot a l'àmbit militar, com la NASA, aconsegueixen alguns avenços importants en aquesta àrea.
A principis dels noranta, Thomas P. Caudell i David W. Mizell, membres de Boeing, defineixen la realitat augmentada de la següent manera: "Aquesta tecnologia s'utilitza per "augmentar" el camp del visió de l'usuari amb la informació necessària per a la tasca actual i, per això, ens referim a aquesta tecnologia com " realitat augmentada". A l'article d'aquests investigadors es presentava el disseny i prototipatge d'un casc de realitat virtual que ajudava els obrers de Boeing en el seu procés de fabricació i muntatge en superposar objectes reals amb d'altres objectes virtuals amb la intenció que aquests poguessin practicar i evitar, així, possibles errors i despeses innecessàries. Més tard, Steven Feiner, Blair MacIntyre i Dorée Seligmann, presenten el projecte KARMA (Knowledge-based Augmented Reality for Maintenance Assistance), un sistema de proves basat en tasques de manteniment i reparació. Paral·lelament, Louis Rosenberg, membre de la Força Aèria dels Estats Units crea un sistema de realitat augmentada anomenat Virtual Fixtures.
Va ser el primer sistema de realitat augmentada immersiva, utilitzant dos robots físics reals controlats per un exoesquelet superior. La configuració òptica especial permetia que els braços del robot apareguessin registrats exactament en la posició dels braços reals de l'usuari, creant una experiència immersiva. El sistema incloïa superposicions virtuals per ajudar a fer tasques físiques reals. Les proves van demostrar que aquestes superposicions millorarien el rendiment en tasques d'habilitat real.
A mitjans dels noranta, s'utilitza la realitat augmentada per buscar residus espacials (Mike Abertnathy i altres, 1993), per dur a terme entrenaments de vehicles de combat (Loral Western Development Laboratories, 1993) o per detectar situacions reals en què l'usuari podia observar el món real juntament amb informació generada per ordinador en forma de missatges (NaviCam, Jun Rekimoto, 1994-1995). A més, l'any 1994, l'australiana Julie Marin porta a terme la primera obra de teatre que utilitza la realitat augmentada, Dancing in cyberspace, on els actors i actrius interactuaven amb objectes virtuals.
Fins al moment, la recerca sobre la realitat augmentada quedava portes endins als departaments d'investigació de les grans empreses o les millors universitats. Tanmateix, a finals de la dècada dels noranta, amb l'aparició dels telèfons mòbils intel·ligents i l'eina de programari ARToolKit, del japonès Hirokazu Kato (1999), per a la creació d'aplicacions de realitat augmentada, aquesta tecnologia comença a ser accessible per a un sector més ampli de la població.
A principis dels 2000 apareixen noves creacions amb realitat augmentada, com Archeoguide (Vassiliols Vlahakis i altres), el primer navegador de RA (Real-World Wide Web Browser) o el joc ARQuake (Bruce H. Thomas i altres). Posteriorment, Siemens llança al mercat el seu telèfon mòbil Siemens SX1 amb el joc Mozzies (o Mosquito Hunt), en el qual es veien mosquits sobreposats al vídeo en directe que s'observava des de la càmera del dispositiu (millor joc mòbil de l'any 2003), es desenvolupa el primer sistema que permetia el reconeixement de diferents marcadors en 3D que proporcionaven una representació gràfica apropiada de la informació i les dades en temps real (Mathias Möhring, 2004) i s'inicia el projecte MARA (Mobile Augmented Reality Applications, de Nokia, 2006) on es fan servir per primer cop sensors de moviment, una brúixola i el senyal GPS per a determinar l'acceleració, la direcció i la localització, tot identificant els diferents objectes que apareixen a la pantalla del dispositiu mòbil.
A finals dels 2000, apareix Wikitude World Browser (Mobilizy, 2008), una aplicació, que combina senyals GPS amb entrades de la Viquipèdia, superposant informació en temps real a través de la càmera del dispositiu mòbil i que, posteriorment, fou actualitzada a Layar (SPRXmobile, 2009). D'altra banda, Microsoft presenta el seu Project Natal a la Electronic Entertainment Expo (E3) per a la consola Xbox, una barra que disposava de reconeixement facial, de veu i dels moviments, que permetia a l'usuari controlar el dispositiu mitjançant la seva veu i el seu propi cos, sense necessitat de disposar de cap comandament. Poc després, amb la col·laboració de PrimeSense, el projecte es millora i passa a ser conegut amb el nom de Kinect (2010).
Apple, pel seu compte, llança a l'abril de 2010 el seu dispositiu iPad, un ordinador en forma de tauleta que té una gran acceptació per part del públic. Aquest dispositiu, que al llarg de l'any va incorporant noves prestacions, com connexió WIFI o navegació GPS, permet crear aplicacions de realitat augmentada d'una manera realment eficient. A partir d'aquí, grans empreses tecnològiques van iniciant projectes per treballar amb la realitat augmentada (i virtual), tot oferint aplicacions i nous dispositius. Així, Google presenta els seu projecte Glass (2012) o el seu projecte Tango (2014), PrimeSense (adquirida per Apple l'any 2013) presenta el seu dispositiu Capri (2012) o Facebook adquireix l'empresa Oculus VR (2014), investigant llavors sobre l'Oculus Rift, i Microsfot anuncia el seu projecte HoloLens (2015).
L'any 2016 apareix el primer joc de realitat augmentada que enganxa a milions de persones arreu del món: Pokémon GO, de l'empresa japonesa Nintendo, i disponible tant per a dispositius mòbils que funcionaven amb Android com a per a dispositius iOS. El joc consisteix a capturar criatures virtuals que els jugadors poden descobrir en el seu entorn, l'existència de gimnasos on l'usuari pot combatre amb altres usuaris per mitjà de les seves pròpies criatures pokémon i el descobriment de noves recompenses i objectes col·leccionables ubicats en determinats punts de la zona.

## Tecnologia
Per poder crear qualsevol situació de realitat augmentada cal dur a terme un procés de tractament de la informació. Aquest procés es defineix com a seqüència de 4 accions genèriques.

### Dispositius
Per dur a terme la realitat augmentada calen uns dispositius que continguin el maquinari i el programari adequat per realitzar les tasques. Segons la interacció d'aquests dispositius amb l'usuari, es diferencien dos grans grups. Adherits al cos (Headset o ulleres de RA) o bé dispositius no adherits al cos, mitjançant la pantalla d'una tauleta o d'un smartphone.
Els dispositius de RA adherits al cos, consten d'uns auriculars i un sistema de display per a mostrar a l'usuari la informació virtual que s'afegeix a la real, són molt similars a les ulleres de realitat virtual. És un aparell generador d'imatges, que fa les tasques relacionades amb el procés. En el cas dels auriculars té forma de casc amb unes ulleres adjuntes. La capacitat de les noves tecnologies de contenir més maquinari en espais molt reduïts ha fet que els cascs van ser reemplaçats per dispositius que s'assemblen a les ulleres convencionals. Els sistemes de RA moderns, perquè han de realitzar totes les tasques, utilitzen una o més de les següents tecnologies: càmeres digitals, sensors òptics, acceleròmetres, GPS o RFID, entre d'altres. El maquinari de processament i de captació de so, com micròfons i altaveus podria ser inclòs als sistemes de RA.
Els dos principals sistemes de monitors utilitzats són la pantalla òptica transparent (Optical See-through Display) com per exemple en les ulleres de RA i la pantalla que combina imatges (Video-mixed Display) com per exemple les aplicacions de RA en tauletes o telèfons. Ambdues mesclen imatges virtuals barrejades amb la realitat o projectades directament a la pantalla. Les aplicacions de RA no adherides al cos, solen anar més associades a la formació, a l'educació o bé a aplicacions pràctiques d'utilitat quotidiana. Solen ser solucions de bon preu i fàcil d'implementar.

#### Les ulleres de RA
El concepte d'ulleres RA neix l'any 2012 de la companyia Google: crear dispositius més petits que siguin fàcilment portables per l'usuari. Hi ha dos grans aspectes a tenir en compte a l'hora de valorar la utilització d'ulleres de RA. La resolució de les imatges que es projectaran i que veurem a través de la pantalla òptica transparent i el camp de visió. Quan més ampli sigui aquest més propera serà l'experiència de RA al món real.

#### La pantalla de retina virtual
És un dispositiu personal de visualització. Aquest dispositiu projecta una pantalla directament a la retina de l'usuari. Aquest veu en alta resolució, contrast i lluminositat el que sembla una pantalla que flota en l'espai. Aquesta tecnología és estudiada pel laboratori de tecnologia en interficie amb el cos humà de la Universitat de Washington. Amb aquesta tecnologia s'intenta obtenir una millor integració de les imatges projectades amb la visió humana del món real.

### Fases del procés
Per a fusions coherents d'imatges del món real, obtingudes amb càmeres i imatges virtuals en 3D, les imatges virtuals han d'atribuir-se a llocs del món real. Aquest món real ha de ser situat a partir d'imatges de la càmera, en un sistema de coordenades. Aquest procés s'anomena registre d'imatges i utilitza diferents mètodes de visió per ordinador, la seva majoria relacionats amb el seguiment de vídeo. Molts mètodes de visió per ordinador de l'RA s'hereten de manera similar als dels mètodes d'odometria visual. Generalment els mètodes consten de dues parts: la primera etapa es pot utilitzar la detecció de cantonades, la detecció de Blob i de vores, de llindar i de mètodes de processament d'imatges; en la segona etapa, el sistema de coordenades del món real és restaurat a partir de les dades obtingudes en la primera etapa. Alguns mètodes assumeixen els objectes coneguts amb la geometria 3D, o marcadors fiduciaris, presents en l'escena i fan ús d'aquestes dades.

### Captura
Una de les tasques més importants en qualsevol sistema de realitat augmentada és la de recollir i capturar l'escena del món real que es desitja augmentar. Generalment es fa servir una càmera de vídeo. Sol ser de dimensions reduïdes i sol anar integrada al dispositiu.

### Identificació
Un cop capturada l'escena el procés d'identificació consisteix a esbrinar quin escenari físic real es vol augmentar amb informació digital. Aquest procés es duu a terme a través de dues tècniques: utilitzant marcadors o sense utilitzar-los.
- Reconeixement per marcadors (Marker Tracking)

Estan basats en el reconeixement dels coneguts “Markers” (marcadors). Aquests marcadors estan basats en formes quadrades o rectangulars amb patrons asimètrics al seu interior. Mitjançant el processat podem col·locar al marcador el nostre objecte i calcular la seva forma calculant la distància. Habitualment la localització del marcador dins de l'escena captada per la càmera sol tenir un elevat cost computacional. Un cop trobat es procedeix al reconeixement de la seva geometria en l'espai per establir els paràmetres necessaris per a la posterior representació de l'objecte virtual.
- Reconeixement sense marcadors (Markerless Tracking)

Estan basats en el reconeixement d'objectes. El seu sistema és bastant més complex que el “Marker Tracking”, ja que mitjançant el programari ha d'identificar l'objecte en el món real, per exemple: cotxes, cares, mans, etc. D'altres tècniques com la comparació amb imatges poden reduir el cost de procés quan es disposa d'una base de dades per a tal finalitat. També ens trobem amb casos d'identificació sense marcador en els casos en què aquesta es fa tenint en compte les dades que ens arriben d'altres dispositius com ara GPS o acceleròmetres generalment.
Processat.
Després de la captura i identificació de l'escena cal combinar la informació del món real amb la del món virtual. Podem barrejar imatges 3D o 2D amb la realitat. Hem de tenir en compte que aquestes imatges virtuals se superposen a les reals, de manera que no podrem veure què hi ha al darrere si no és que la superfície de visualitzat sigui translúcida (see-through) o les imatges virtuals puguin transparentar.
Visualització.

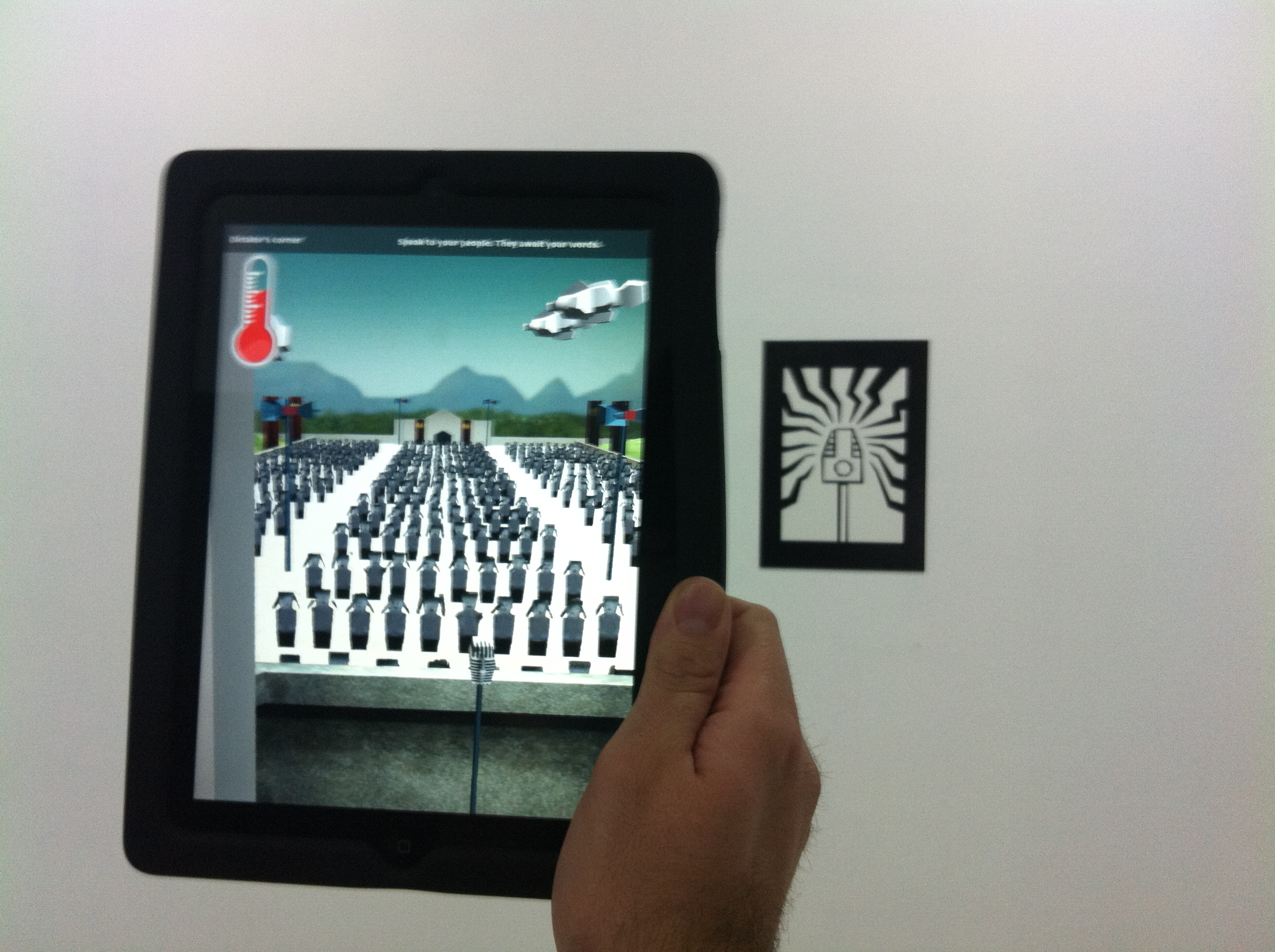
realitat augmentada a l'exposició Pantalla Global, del CCCB.

Últim procés del sistema de realitat augmentada, reproducció de l'escena real amb la informació virtual. La representació dels objectes virtuals integrats en l'espai “real” no resulta trivial; depèn d'haver realitzat un correcte reconeixement de l'entorn amb l'anàlisi de la imatge captada, sobretot quan es representen objectes amb volum. Afegint-hi el fet que en les aplicacions per a dispositius mòbils l'enquadrament tendeix a canviar, mínimament en el millor dels casos, la necessitat d'un refresc de la imatge en concordança afegeix un cost computacional afegit als processos anteriors.

#### Desenvolupament de realitat augmentada
Hi ha llibreries destinades a fer-nos més fàcil la programació d'aplicacions de realitat augmentada que inclouen el codi necessari per fer el registre. La majoria estan basades en el reconeixement de patrons, tot i que també n'hi ha algunes de destinades al Markerless Tracing o al desenvolupament d'aplicacions que facin la identificació mitjançant GPS.
Algunes d'aquestes llibreries a més a més inclouen interfícies gràfiques que ens faciliten molt la programació d'aplicacions de realitat augmentada.

#### D.A.R.T. (Designer's Augmented Reality Toolkit)
El Designer's Augmented Reality Toolkit (DART) és un sistema de programació creat per l'Augmented Environments Lab, al Georgia Institute of Technology. Aquest sistema proporciona un conjunt d'eines als dissenyadors per tal d'ajudar-los a visualitzar el conjunt d'objectes reals i virtuals. Aquestes eines són extensions per al Macromedia Director (eina per crear jocs, simulacions i aplicacions multimèdia) que permeten coordinar objectes en 3D, video, so i informació de seguiment d'objectes de realitat augmentada.

#### Software lliure per a realitat augmentada.
- ARToolKit biblioteca GNU GPL que permet la creació d'aplicacions de realitat augmentada. Va ser desenvolupat originàriament per Hirokazu Kato el 1999 i publicat pel HIT Lab de la Universitat de Washington. Actualment es manté com un projecte codi obert allotjat en SoureceForge. Té llicències comercials disponibles en ARToolWorks.
- ATOMIC Authoring Tool: és un software multiplataforma per a la creació d'aplicacions de realitat augmentada, que és una interfície (Front end) per a la biblioteca ARToolKit. Va ser desenvolupat per a no-programadors. Permet crear aplicacions petites i senzilles de realitat augmentada de manera ràpida. Està sota llicència GNU GPL.
- ATOMIC Web Authoring Tool: és un projecte nascut de l'ATOMIC Authoring Tool. Permet la creació d'aplicacions de realitat augmentada que poden ser exportades a qualsevol lloc web. És un Front end per a la biblioteca Flartoolkit. Està sota llicència GNU GPL.

## Tècniques de visualització
Principalment es podrien dividir en dos grans grups segons el suport on es reprodueix la imatge, o segons com interacciona el dispositiu amb el visualitzador.

### Segons el suport de la imatge

#### Pantalla de mescla d'imatges (video-mixed)
Dins d'aquest grup hi ha dispositius que presenten el vídeo capturat en temps real per la càmera del dispositiu unit a l'augment virtual en pantalla. D'aquesta manera l'usuari visualitza «el món real» que hi veuria amb la càmera del seu dispositiu mòbil fusionat a la informació digital. Actualment, és el sistema que té més repercussió perquè és fàcil d'integrar als telèfons intel·ligents així com a les videoconsoles de videojocs.

#### Pantalla òptica transparent (optical see-through)
Són dispositius que afegeixen la informació virtual a l'escena real que estem visualitzant a través d'una pantalla semitransparent o visor. Avui dia no és menys utilitzat que els dispositius de mescla d'imatges. Sí que la trobem en aplicacions militars, hologràfiques o professionals concretes.

### Segons la interacció amb l'usuari

#### Casc amb monitors individuals
Fins ara, el casc amb monitors individuals (Head-Mounted Display, HMD) era la tecnologia dominant pel que feia a sistemes de visualització de realitat augmentada. Aquest dispositiu mostra tant les imatges del món real on ens trobem, com objectes virtuals sobre la vista actual de l'usuari. Els HMD són dispositius òptics que permeten a l'usuari veure el món físic a través de la lent i superposar la informació gràfica en els ulls de l'usuari.

#### Visualitzador de mà
El dispositiu manual amb realitat augmentada té una pantalla que cap dins la mà de l'usuari. Totes les solucions avui dia, empren tècniques de superposició sobre el video amb la informació gràfica. Inicialment els dispositius de mà empraven sensors de seguiment tals com brúixoles digitals i GPS que afegien marcadors al video.
El display de mà és el primer èxit comercial de les tecnologies de realitat augmentada. Té dos avantatges: és portàtil i es pot fàcilment implantar en telèfons amb càmera.

#### Display espacial
La realitat augmentada espacial (SAR) projecta informació gràfica sobre els objectes reals amb projectors digitals. A diferència del que passa amb els visualitzadors de cap o mòbils (la integració del gràfic en l'escena està limitada al camp visual), la reproducció de l'augment virtual en l'entorn físic, integra l'usuari en l'entorn de treball. Pel fet que la visualització no és associada únicament a un usuari, en permet l'ús a grupsés. Les Tecnologies SAR tenen diversos avantatges sobre el tradicional display col·locat en el cap i sobre dispositius de mà; l'usuari no està obligat a dur l'equip damunt ni a sotmetre's al desgast de la pantalla davant els ulls. El display espacial no està limitat per la resolució de la pantalla, que sí que afecta els dispositius anteriors. Un sistema de projecció permet incorporar més projectors per a ampliar l'àrea de visualització. Els dispositius portàtils tenen una petita finestra al món per a representar la informació virtual, en canvi en un sistema SAR pots mostrar més superfícies virtuals alhora en un entorn interior. És una eina útil per al disseny, ja que ens permet visualitzar una realitat que és tangible de forma passiva.
A priori els sistemes SAR però, es troben més lluny d'una implantació quotidiana com és el cas dels sistemes de pantalla en mà, donat que requereixen un sistema de projectors que òbviament no resulten igual de portables ara com ara i les tecnologies que farien això possible (projectors portàtils) no es troben igual d'implantats en el mercat.
Per altra banda sí que hi ha múltiples casos d'ús de tecnologies SAR en instal·lacions tecnològico-artístiques que solen il·lustrar futures aplicacions de la realitat augmentada en la nostra societat.

## Aplicacions
La realitat augmentada ofereix infinitat de noves possibilitats d'interacció que fan que estigui present en molts i diversos àmbits com són l'arquitectura, l'entreteniment, l'educació, l'art, la medicina o les comunitats virtuals.
- Projectes educatius: (Article principal, realitat augmentada en educació). Actualment la majoria d'aplicacions de realitat augmentada per a projectes educatius es fan servir en museus, exhibicions, parcs d'atraccions temàtics..., ja que el seu cost encara no és prou baix perquè puguin ser emprades en l'àmbit domèstic. Aquests llocs aprofiten les connexions wireless per mostrar informació sobre objectes o llocs, així com imatges virtuals com per exemple ruïnes reconstruïdes o paisatges tal com eren en el passat. Entre les plataformes més utilitzades entre la comunitat educativa destaca Aurasma d'HP. És disponible en SDK o com a aplicació gratuïta per iOS i dispositius mòbils Android. La tecnologia de reconeixement d'imatges d'Aurasma utilitza la càmera de fotos del telèfon intel·ligent o de la tablet per reconèixer el món real i llavors posar-hi a sobre una capa amb informació media. L'any 2013 es va crear Aumenta.me, un grup de treball de l'associació Espiral, que realitza un punt de trobada anual de la realitat augmentada en educació, aquesta pretén ser una finestra a les millors experiències educatives augmentades amb tallers i una sala d'exposicions on es mostren els principals artífex del sector de la realitat augmentada en educació.

- Cirurgia: L'aplicació de realitat augmentada en operacions permet al cirurgià superposar dades visuals com per exemple termografies o la delimitació de les vores netes d'un tumor, invisibles a primera vista, minimitzant l'impacte de la cirurgia.

- Entreteniment: La realitat augmentada és en ple creixement en el camp dels videojocs, ja que pot aportar noves possibilitats a la manera de jugar. Una de les posades en escena més representatives de la realitat augmentada és el "Can You See Me Now?", [Enllaç no actiu] de Blast Theory . Un altre dels projectes amb més èxit és el ARQuake Project, on es pot jugar al videojoc Quake en exteriors, disparant contra monstres virtuals. Algunes consoles portables actualment ja estan adaptades per poder jugar a jocs que fan servir la realitat augmentada, així com els telèfons intel·ligents.

- Simulació: Es pot aplicar la realitat augmentada per a simular vols i trajectes terrestres.

- Serveis d'emergències i militars: En cas d'emergència la realitat augmentada pot servir per a mostrar instruccions d'evacuació d'un lloc. En el camp militar, pot mostrar informació de mapes, localització dels enemics...

- Arquitectura: La realitat augmentada és molt útil a l'hora de ressuscitar virtualment edificis històrics destruïts, així com per aprojectes de construcció a l'estadi de plans.[45]
- Turisme: l'RA es pot aplicar per donar informació sobre rutes turístiques i/o monuments.

- Suport en tasques complexes: tasques complexes, com el muntatge i manteniment d'un cotxe, poden simplificar-se mitjançant la inserció d'informació addicional en el camp de visió. Per exemple, per a un mecànic que fa el manteniment d'un sistema, les etiquetes poden mostrar les parts del mateix per a aclarir-ne el funcionament. La realitat augmentada pot incloure imatges dels objectes ocults.

- Els dispositius de navegació: Pot augmentar l'eficàcia dels dispositius de navegació per a una varietat d'aplicacions. Per exemple, la navegació dintre d'un edifici pot ser millorada amb la finalitat de donar suport a l'encarregat del manteniment d'instal·lacions industrials.

- Aplicacions industrials: La realitat augmentada pot ser utilitzada per a comparar les dades digitals de les maquetes físiques amb el seu referent real per a trobar de manera eficient discrepàncies entre les dues fonts. A més, es poden emprar per a salvaguardar les dades digitals en combinació amb prototips reals existents, i així estalviar o reduir al mínim la construcció de prototips reals i millorar la qualitat del producte final.

- Prospecció: En els camps de la hidrologia, l'ecologia i la geologia, la realitat augmentada pot ser utilitzada per mostrar una anàlisi interactiva de les característiques del terreny. L'usuari pot utilitzar, modificar i analitzar, tres mapes bidimensionals interactius.

- Col·laboració: La realitat augmentada pot ajudar a facilitar la col·laboració entre els membres d'un equip a través de conferències amb els participants reals i virtuals.

- Publicitat: Una de les últimes aplicacions de la realitat augmentada és la publicitat. Hi ha diferents campanyes que utilitzen aquest recurs per a cridar l'atenció de l'usuari. En retransmissions d'esdeveniments en directe es pot fer servir la RA per mostrar publicitat al fons de la imatge. També Es poden incrustar anuncis en codis QR i fer servir el mateix codi com a marcador per projectar el model 3D entre d'altres. L'espectacularitat de la realitat augmentada la fa un component molt atractiu per a la publicitat en un futur no gens llunyà.

- Control d'automòbils: Alguns cotxes de gamma alta o alguns models d'avions projecten informació del vehicle o dels dispositius de navegació entre d'altres al vidre, davant del pilot. Hi ha avions de combat els cascs dels quals projecten la informació a la visera d'aquest.

- Retransmissions esportives: la realitat augmentada ens pot donar informacions diverses, com el fora de joc o els escuts en el camp de cada equip en un partit de futbol o les diferents línies de down en el futbol americà.

- Traducció instantània de contingut: traducció a l'idioma que es desitgi de cartells, pòsters, rètols, anuncis, advertències, etc.

## Realitat augmentada a l'escola
L'educació ha d'anar canviant per poder adaptar-se a la societat actual on les Tecnologies de la Informació i la Comunicació (TIC) tenen una gran importància. La RA té un gran potencial educatiu, des de l'educació primària fins a altres àmbits educatius. car l'alumne es fa més protagonista del seu propi procés d'ensenyament-aprenentatge. A més, ens dona l'oportunitat de crear un feedback entre alumne i professor.
Les primeres aplicacions de RA a l'aula van ser els codis QR que amb l'ajuda d'un dispositiu mòbil amb càmera es podia llegir la informació oculta de cada codi.
L'escola té un paper central en els reptes que incorpora la tecnologia a la societat actual. En aquest sentit, veiem l'impacte que tenen les diferents eines dins la nostra vida quotidiana. La incorporació de l'RA a l'aula és viable, ja que només ens cal disposar d'un ordinador, una webcam, una impressora i programari específic. Un dels programaris específics gratuïts que es pot utilitzar és el BuildAR, que s'executa amb el sistema operatiu Windows (XP, Vista, Windows 7). Per utilitzar-lo cal disposar d'una webcam connectada a l'ordinador i d'una impressora (per tal d'imprimir els marcadors). Si fem referència a l'obtenció de models virtuals en 3D pel nostre projecte, podem utilitzar la galeria Thefree3dmodels (que també és gratuïta) o Artist-3d. A més a més, Google també ens n'ofereix una altra: Google 3D Wharehouse (encara que no són compatibles amb la versió gratuïta de BuildAR).
Aquesta eina es considera molt atractiva pels estudiants, des del punt de vista que els motiva, i poden aprendre a un ritme propi. En aquest sentit, pot presentar informació de forma simultània, que té a veure amb elements diferenciats, com poden ser: animacions en 3D, imatges, vídeos, etc. Alguns projectes poden tenir a veure amb el coneixement dels planetes, del cos humà, etc.
Una altra aplicació mòbil de Realitat Aumgentada s'anomena Plickers, és una eina totalment gratuïta vàlida per a Android i Iphone que permet realitzar preguntes de tipus test als alumnes d'una manera molt senzilla, fàcil, dinàmica i motivadora. El major avantatge que té aquesta app és que no es necessita un dispositiu mòbil per a cada alumne, només amb el dispositiu del professor es pot executar l'activitat.

## Aplicacions futures
La investigació en el camp de la RA busca l'aplicació d'imatges generades per ordinador a vídeo en temps real com una forma d'ampliar la percepció que tenim del món real. Aquesta inclou l'ús de pantalles col·locades en el cap (head-mounted display, HMD), un monitor virtual de retina per a millorar la visualització, i la construcció d'ambients controlats a partir de sensors.
Conèixer la ubicació real i exacta de l'usuari esdevé clau, sobretot en les aplicacions que així ho requereixin: un dels reptes més important que es té a l'hora de desenvolupar projectes de realitat augmentada és la coordinació entre els elements visuals i els objectes reals, ja que un petit error d'orientació pot provocar un desajust perceptible entre els objectes virtuals i físics. En zones molt àmplies els sensors d'orientació usen magnetòmetres, inclinòmetres, sensors inercials... que poden la seva funció interferida greument per camps magnètics i, per tant, s'ha d'intentar reduir al màxim aquest efecte. Seria interessant que una aplicació de realitat augmentada pogués localitzar elements naturals (com arbres o roques) que no haguessin estat catalogats prèviament, sense que el sistema hagués de tenir un coneixement previ del territori.
Com repte a llarg termini és possible suggerir el disseny d'aplicacions en els quals la realitat augmentada anés una mica més enllà, el que podem cridar " realitat augmentada retroalimentada", això és, que l'error de posició/orientació sigui corregit amidant les desviacions entre les mesures dels sensors i les del món real.
En el futur podríem trobar aplicacions d'aquest estil:
- Aplicacions de multimèdia millorades, com pseudo pantalles hologràfiques virtuals, so evolupant virtual de cinema, "holodecks" virtuals (que permeten imatges generades per ordinador per a interaccionar amb artistes en viu i l'audiència).

- Conferències virtuals en estil "holodeck". És a dir, utilitzant aquesta tecnologia desenvolupada per Nvidia. El fabricant ha presentat aquesta tecnologia com a realitat augmentada molt integrada, ideal per a l'ús professional, permetent que diverses persones s'introdueixen dins d'aquest món virtual i entrar en contacte amb altres participants. En conseqüència hi ha una experiència real en un món virtual.

- Dispositius: Crear noves aplicacions que resulten físicament impossibles en dispositius “reals”, com objectes 3D els quals canvien d'aspecte interactivament segons la tasca o la necessitat del moment. Per a obtindre aquests objectes hi ha software especialitzat (Exemple: ZBrush) en el Modelatge 3D (o modelat tridimensional) entenent per aquest el desenvolupament d'una representació matemàtica de qualsevol superfície tridimensional d'un objecte (ja siga inanimat o viu). El producte és denominat model 3D el qual es podrà visualitzar com a imatge bidimensional a través del procés de renderitzat o ser utilitzat en una simulació computada d'un fenomen físic. El mètodes mitjançant els quals es poden obtindre objectes 3D aplicats a la RA són: el modelatge procedural, el modelatge basat en imatge, l'escanejat 3D, el modelat de corbes NURB i l'escultura digital. D'altra banda, perquè els objectes canvien s'utilitza l'animació 3D. Amb aquest procés es creen i s'editen les propietats dels objectes que canvien amb el temps.[52]

- Simulació multipantalla: Visionat de múltiples finestres d'aplicacions com a monitors virtuals en un espai real i intercanviar entre elles amb gestos i/o redirigint el cap i els ulls. Un simple parell d'ulleres podria voltar l'usuari de finestres d'aplicacions. En aquest sentit existeixen ulleres intel·ligents com les Google glass que permeten a l'usuari observar tot l'entorn introduint elements virtuals com informació.

- Entorns virtuals: Plantes virtuals, fons d'escriptori, vistes panoràmiques, obres d'art, decoració, il·luminació. Una sensació agradable pel benestar.

- Dispositius virtuals integrats en pantalles on a través de la interacció de l'usuari es triï el contingut a visualitzar.

## Llibres
- Woodrow Barfield, i Thomas Caudell, eds. Fonaments d'Informàtica usable i realitat augmentada.[Títol inventat] Mahwah, NJ: Lawrence Erlbaum, 2001. *ISBN 0-8058-2901-6

- . Oliver Bimber i Ramesh Raskar. realitat augmentada espacial: Real Fusió i els mons virtuals. [Títol inventat]AK Peters, 2005. ISBN 1-56881-230-2

- . Michael Haller, Mark Billinghurst i Bruce Thomas. Tecnologies Emergents de la realitat augmentada: Interfícies i Disseny.[Títol inventat] Idea Group Publishing, 2006. ISBN 1-59904-066-2

- Rolf R. Hainich. "La fi de Maquinari: Un nou enfocament a la realitat augmentada"[Títol inventat], 2 ª ed.: *Booksurge, 2006. ISBN 1-4196-5218-4. 3 ª ed. (" realitat augmentada i més enllà"): *Booksurge, 2009, ISBN 1-4392-3602-X.

- Stephen Cawood i Mark Fiala. " realitat augmentada: A *Practical Guide",[Títol inventat] 2008, ISBN 1-934356-03-4.